# Filippo Baldassari
Filippo Maria Baldassari (Chiaravalle, 22 luglio 1988) è un velista italiano.

## Biografia
Nato nel 1988 a Chiaravalle, in provincia di Ancona, ha iniziato a praticare la vela a 13 anni.
Nel 2011 ha preso parte ai Mondiali di Perth, nel Finn, terminando 24º con 151 punti (188 senza penalità), conquistando così il pass olimpico.
A 24 anni ha partecipato ai Giochi olimpici di Londra 2012, nel Finn, chiudendo 22º con 164 punti (188 senza penalità).
Nel 2014 ha preso di nuovo parte ai Mondiali, quelli di Santander, sempre nel Finn, arrivando 30º con 127 punti (164 senza penalità).